# 간이공판절차
간이공판절차(簡易公判節次)은 피고인이 공판정에서 자백한 경우에 형사소송법이 규정한 증거조사를 간이화하고 증거능력에 대한 제한을 완화함으로써 심리를 신속하게 진행할 수 있도록 하는 대한민국 형사소송법상의 공판절차를 말한다.

## 취지
취지는 피고인이 자백한 사건에 대해 신속한 재판과 사전의 능률적 처리를 통하여 소송경제를 도모하고 심판지연등에 따른 인권침해를 막기 위함에 있다.

## 관련 조문
형사소송법  제286조의2 피고인이 공판정에서 공소사실에 대하여 자백한 때에는 법원은 그 공소사실에 한하여 간이공판절차에 의하여 심판할 것을 결정할 수 있다

## 판례
- 간이공판절차의 결정의 요건인 공소사실의 '자백'이라 함은 공소장 기재사실을 인정하고 나아가 위법성이나 책임조각사유가 되는 사실을 진술하지 아니하는 것으로 충분하다[1]
- 피고인이 공소사실에 대하여 검사가 신문할 때에는 공소사실을 모두 사실과 다름없다고 진술하였으나 변호인이 신문을 할 때에는 범의나 공소사실을 부인하였다면 그 공소사실은 간이공판절차에 의하여 심판할 대상이 아니고, 따라서 피고인의 법정에서의 진술을 제외한 나머지 증거들은 간이공판절차에 의하여 심판할 대상이 아니고, 따라서 피고인의 법정에서의 진술을 제외한 나머지 증거들은 간이공판절차가 아닌 일반절차에 의한 적법한 증거조사를 거쳐 그에 관한 증거능력이 부되지 아니하는 한 그 공소사실에 대한 유죄의 증거로 삼을 수 없다[2]
- 피고인이 범의를 부인하는 경우에는 간이공판절차에 의하여 심판할 수 없다[3]
- 피고인이 법정에서 "공소사실은 모두 사실과 다름없다"고 하면서 술에 만취되어 기억이 없다는 취지로 진술한 경우 공소사실을 부인하거나 심신상실의 책임조각사유를 주장하고 있는 것으로 볼 여지는 충분하므로 간이공판절차에 의하여 심판할 대상에 해당하지 아니한다[4]
- 피고인이 공판정에서 공소사실을 자백한 때에 법원이 취하는 심판의 간이공판절차에서의 증거조사는 증거방법을 표시하고 증거조사내용을 "증거조사함"이라고 표시하는 방법으로 하였다면 간이절차에서의 증거조사에서 법원이 인정채택한 상당한 증거방법이라고 인정할 수 있다[5]